# 다테 구니무네

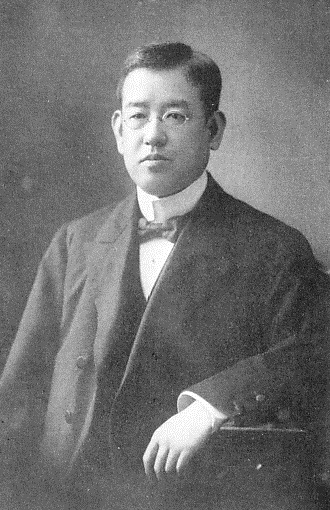
다테 구니무네

다테 구니무네(伊達邦宗)는 다테 가 제31대 당주이다. 작위는 백작. 신위는 정4위. 옛 센다이번주 다테 요시쿠니의 7남으로 태어났다. 후에 형 무네모토의 양자로 입적하게 된다.
| 전임 다테 무네모토 | 제2대 다테 백작가(센다이 종가) 당주 1917년 ~ 1923년 | 후임 다테 오키무네 |